# 능동적 순종
예수 그리스도의 능동적 순종은 개신교 기독교 신학의 교리로, 율법에 대한 그리스도의 완전한 순종에 있어서 그의 행위 전체를 포함하고 있다는 것이다. 개혁 신학에서 그리스도의 능동적 순종은 일반적으로 그리스도인들의 칭의의 일부로 그들에게 그의 의의 전가가 되는 것으로 믿는 것이다.

## 능동적 순종
능동적 순종이란 기본적으로 율법에 대한 순종인데, 예수가 이 땅에서 율법을 완전하게 지켰다는 개념을 내포한다. 이는 곧 예수가 전 생애 동안 온전히 율법에 순종한 의가 신자들에게 전가되어서 실제 우리 구원에서 우리가 공로로 주장할 것이 없음을 나타내는 개념으로 사용된다. 뿐만 아니라 그리스도의 능동적인 순종은 초기 종교개혁부터 핵심 교리의 일부분이었다. 자카리아스 우르시누스가 1561년에 하이델베르크 요리문답을 작성할 당시에 그리스도의 능동적 순종의 전가를 고수했다. 우르시누스뿐만 아니라 카스파 올레비안 역시 그리스도의 능동적 순종의 교리를 고수했다.

## 의로움의 전가
의의 전가교리는 개혁주의의 대표적인 교리로써 죄인의 죄가 그리스도에게 전가되고, 그리스도의 의로움이 죄인에게 전가되어 의롭다 함을 얻는다는 칭의교리의 내용이다.
그리스도의 죽음은 수동적 순종으로 그리스도의 율법을 온전케 지킨 삶은 능동적 순종으로 묘사된다.

## 역사적인 형성과정

### 찬성파
조지 다우네임은 존 칼빈이 기독교 강요(2.16.5)에서 이 교리를 주장했다고 기록하였다.
프란시스 튜레틴도 존 칼빈에 대하여 그가 로마서 5:19에 대한 주석에서 이 교리를 찬성하였다고 주장하였다. 능동적 순종에 동의한 중세 개혁주의 신학자로는 테오도르 드 베즈, 하이델베르크의 토사누스(Daniel Tossanus, 1541–1602), 바젤의 그리네우스(Johann Jakob Grynaeus, 1540-1617), 폴라누스(Amandus Polanus, 1561-1610), 루치우스(Ludovicus Lucius, 1577-1642), 볼레비우스(Johannes Wollebius, 1586-1629) 등이 있다.

### 반대파
아르미니우스주의는 그리스도의 능동적 순종의 전가를 반대한다, 루이스 벌코프는 아르미니안주의는 칭의를 단순히 타락전 아담의 상태에 인간을 둔다고 본다.
요한 피스카토르는 칭의를 단순히 죄의 사해짐으로 정의하였다. 그가 그리스도의 능동적 순종을 반대한 것은 최초의 개혁주의자들 간에 논쟁의 시작이 되었다. 리차드 백스터는 요한 피스카토르와 데이빗 파레우스의 입장을 변호하였는 데, 그 둘은 존 칼빈의 기독교강요에서 이 교리를 반대한다고 보았다. 하이델베르크의 파레우스(David Pareus, 1548-1622), 헤르보른(Herborne)의 텍스토르(Bernhard Textor, 1560?-1602), 알텐호비우스(Johannes Altenhovius, †1616) 등이 대표적인 반대파 신학자이다.

## 중요성
미국 장로교 신학자이며 웨스트민스터 신학교의 설립자인 존 그레섬 메이천은 그의 친구인 존 머레이에게 마지막 전보에서 "나는 그리스도의 능동적 순종에 대하여 대단히 감사한다"라고 썼다. 그것없이는 희망이 없다고 했다.
대한예수교장로회(합동) 이단대책위원회에서 2021년 106회 총회에서 능동적 순종 교리가 성경적으로 잘못되었다고 결의하였다. 이 결의 내용에 여러 반발이 이어진 뒤, 2022년 107회 총회에서 이 문제를 신학부에 이첩하였고 이듬해 총회에서 개혁주의 교리임을 명확히 하였다.

## 같이 보기
- 신약 속 예수의 삶